# カドゥキョイ

カドキョイ地区

カドゥキョイ（Kadıköy、トルコ語で「カーディーの村」の意味）は、トルコ共和国のイスタンブール市に所属する地区のひとつ。イスタンブール広域市のアジアサイドにあり、ボスポラス海峡に面する。
かつては、この地はカルケドンの名で呼ばれていた。451年に、キリスト教の全地公会議のひとつであるカルケドン公会議が開かれた。
1928年に、ユスキュダル地区から分離された。カドゥキョイ港からは、カラキョイ地区やEminönü地区に、頻繁にフェリーが出ている。運賃は片道4トルコリラ（Jeton：1枚）。（2016年6月現在）　
カドゥキョイ港のすぐ近くにバスターミナルがあり、アジアサイドの交通の拠点となっている。

## リンク
- カドゥキョイ地区のホームページ　（トルコ語）